# Ungern i olympiska vinterspelen 1936
Ungern deltog med 25 deltagare vid de olympiska vinterspelen 1936 i Garmisch-Partenkirchen.  Totalt vann de en bronsmedalj.

## Medaljer

### Brons
- Emília Rotter och László Szollás - Konståkning.